# HD 20868 b
HD 20868 b es un planeta extrasolar que se encuentra aproximadamente a 159 años luz en la constelación de Fornax, orbitando la estrella de tipo K HD 20868. Este planeta orbita a una distancia de 0,947 UA. La distancia oscila entre los 0,237 AU y los 1,66 AU, lo que da una excentricidad de 0,75, siendo unos de los planetas extrasolares más excéntricos. Su periodo de revolución es de 380,85 días y su masa mínima equivale a 1,99 masas jovianas. Las variaciones de temperatura del planeta serían extremas de aproximadamente 150 K (similares a Júpiter) a aproximadamente 390 K.
Este planeta fue descubierto el 26 de octubre de 2008 por Moutou et al. usando el método de la velocidad radial desde el observatorio de La Silla (Chile).